# Valerio Abbondio
Valerio Abbondio (Ascona, 26 febbraio 1891 – Mendrisio, 13 agosto 1958) è stato un poeta e insegnante svizzero-italiano.

## Biografia
Figlio di Carlo Abbondio, è nato e cresciuto ad Ascona. Ha iniziato gli studi al Collegio Papio con l'intenzione di intraprendere la carriera sacerdotale, frequentando per un periodo anche il Seminario di Lugano, che successivamente ha deciso di abbandonare. Dopo aver completato il ginnasio ad Ascona, ha proseguito la sua formazione al Liceo di Lugano. 
Si è laureato in lettere e letteratura italiana all'Università di Friburgo e in lingue all'Università Statale di Milano dove ha discusso nel 1913 una tesi dal titolo "La materia classica nelle tragedie italiane del romanticismo" e ottenuto nel 1915 il diploma d'insegnamento di lingua e letteratura francese.
Dal 1916 al 1952 è stato insegnante di francese al Liceo di Lugano. Il suo rettore del Liceo, Francesco Chiesa lo ricorda così:
 «i primi tempi timido e arrossente. Tutto chiuso in sé; con una voce velata, da uomo che parla a un malato, o che è malato lui stesso. Ma si impose presto con la sua dirittura e con le bellissime lezioni».
Un'altra descrizione la lascia Angelo Nessi:
 «Non molto alto, colorito, biondinetto, con occhi azzurri e limpidi, appena velati dagli occhiali […] sempre modesto e quasi umile come se gli desse noia il farsi vedere […]. È un amatore della musica, Valerio Abbondio. La sera, quando riposa del suo faticoso lavoro di insegnante, lo si può scorgere sempre al tavolino di un caffé luganese, presso la riva del lago, dove una delle solite orchestre inﬁla l’uno dopo l’altro i “pezzi” del programma.».
È morto nel 1958, celibe, dopo aver trascorso gli ultimi anni della sua vita a Minusio presso il fratello Fiorenzo (1892-1980), scultore, che si occupò di lui in quanto gravemente malato.
Benché la sua biografia fanno pensare ad una persona appartata e timida, in realtà Valerio intratteneva una vasta corrispondenze con intellettuali svizzeri e italiani come i ticinesi Pericle Patocchi, Giorgio Orelli, Piero e Giovanni Bianconi, Giuseppe Zoppi, e gli italiani Diego Valeri e Ada Negri.

## Opere
Ha pubblicato diverse raccolte di poesie: Betulle, nel 1922, L'eterna veglia, nel 1928, Campanule, nel 1932, Il mio sentiero, nel 1936, L'intimo cielo, nel 1940, Silenzi, nel 1943, Cerchi d'argento, nel 1944, Cuore notturno, nel 1947.
La sua poesia intimista è connotata da un delicato sentimento religioso e da un'attenta e affettuosa osservazione della natura.
Le sue prime opere rivelano ancora un legame stretto con la poesia ottocentesca mentre nell'opera Campanule inizia a sperimentare diverse forme metriche come gli endecasillabi sciolti fino ad arrivare ad una sola una quartina in cui esprimere uno stato d'animo o un'impressione.
Così lo definiva Arminio Janner:
«Un poeta che ha trovato definitivamente la forma metrica adatta al suo sentire: otto endecasillabi sciolti, atti ad accogliere nel breve giro della loro musicalità uno stato d'animo, un'impressione di natura; o, detto meglio, uno stato d'animo che si rivela in un'impressione di natura».
Le opere successive si sviluppano sempre più in un'interiorizzazione del discorso per procedere progressivamente ad un distacco dalla caducità terrena e ascendere ad un pensiero sempre più astratto e vicino alla fede cristiana e più vicino a temi più intimistici come le riflessioni sulla morte.
Ha inoltre collaborato con saggi e poesie alla rivista luganese "Pagine nostre", rivista che mirava ad una rivalutazione della cultura cristiana.

## Lista delle opere
- Valerio Abbondio, La Materia classica nella tragedia italiana del romanticismo, contributo alla storia del teatro italiano. Lavoro di Tesi, Lugano, Tipografia Luganese, 1921.
- Valerio Abbondio, Betulle, Lugano, Libreria Arnold, 1922.
- Valerio Abbondio, L'eterna veglia, Lugano, Grassi, 1928.
- Valerio Abbondio, Campanule, Lugano, Istituto Editoriale Ticinese, 1932.
- Valerio Abbondio, Dopo il tramonto, Pro Grigioni Italiano, 1933.
- Valerio Abbondio, Il mio sentiero, Lugano, Istituto Editoriale Ticinese, 1936.
- Valerio Abbondio, L'intimo cielo, Lugano, Tipografia Editrice, 1940.
- Valerio Abbondio, Silenzi, Lugano, Libreria Melisa, 1943.
- Valerio Abbondio, Cerchi d'argento, Lugano, Libreria Melisa, 1944.
- Valerio Abbondio, Prose e poesie, Lugano, Edizioni del Giornale del popolo, 1944.
- Valerio Abbondio, Cuore notturno, Lugano, Mazzucconi, 1947.